# Кропивові
Кропивові або кропивуваті (Urticaceae) — родина квіткових рослин, переважно трав'янистих, інколи напівкущів чи дерев. Родина містить приблизно 2625 видів, згрупованих у 53 роди, поширених майже в усьому світі, але переважно в тропіках. Найвідомішими представниками є кропиви й лапортея, що мають сильні жалячі властивості, а також поширені в кімнатній культурі пілея і солейролія.

## Вегетативні органи
Кропивові — це однорічні або багаторічні кореневищні трави, рідше напівчагарники чи чагарники і дуже рідко дерева й ліани. Стебла часто волокнисті, іноді м'ясисті, іноді озброєні жалкими волосками. Листя, як правило, просте, чергове, часто з прилистками, з трьома жилками в основі, зазвичай зубчасте, з достатком цистолітів — білуватих утворень точкової, палочкоподібної, овальної, серпоподібної, або булавоподібної, зірчастої або V-подібної форми, просочених карбонатом кальцію; їхня форма служить гарною класифікаційною ознакою. Розташування листя у примітивних форм навхрест супротивне, у більш просунутих — дворядно-чергове, у зв'язку з редукцією одного листа в кожній парі супротивного листя. Часто цей лист не пропадає повністю, у такому випадку спостерігається характерна для родини анізофілія.

## Генеративні органи
Еволюція в родині йшла шляхом спрощення будови органів розмноження і редукції їх частин, пов'язаного з вітрозапиленням. Квітки дуже дрібні, майже завжди одностатеві, зазвичай актиноморфні, анемофільні. Оцвітина проста, складається з 2–5 зрощених або вільних чашолистків. Тичинок 4 або 5, супротивних чашолисткам, нитки їхні в нирках загнуті всередину. Рудиментарний гінецей зазвичай присутній. Жіноча квітка має 4–5 вільних, або більш-менш зрощених чашолистків, інколи без оцвітини. Суцвіття зазвичай одностатеві, різноманітні за формою: голівчасті, волотисті, сережкоподібні. До початку запилення нитки тичинок щільно згорнуті, їхнє різке розпрямлення призводить до викиду пилку. Плоди зазвичай дрібні, сухі (горіхоподібні), але у деяких — м'ясисті, ягодоподібні, у лапорта (Laportea moroides) — схожі на плоди малини. Плодоношення рясне, у деяких (Elastostema) широко поширений апоміксис. Поширення насіння, як правило, зоохорне. У деяких пілей і еластостем поширене катапультування насіння на відстань до 100 м. Часто розмноження вегетативне, у трав'янистих сукулентів воно переважає.
Формула квітки:  {\displaystyle \ast P_{4}\;A_{4}\;G_{0}};  {\displaystyle \ astP_{4}\;A_{0}\;G_{({\underline {2}})}}.

## Систематичне положення
Згідно з систематикою APG IV, заснованою на генетичних дослідженнях, родина належить до порядку розоцвітих (Rosales).
У традиційній систематиці родина має власний порядок — кропив'яні (Urticales):
- Відділ квіткові (покритонасінних) рослини (Magnoliophyta, Angiospermophyta)
  - Клас дводольні (Magnoliopsida, Dicotyledones)
    - Підклас Hamamelididae
      - Надродина Urticales
        - Ulmaceae
        - Moraceae
        - Cannabaceae
        - Cecropiaceae
        - Родина кропивові (Urticaceae)

## Класифікація та представники
У родині виділяють кілька триб.

### Триба Urticeae
Найвідоміші представники родини. Опіки, що завдаються тропічними представниками триби, особливо лапортеями, можуть навіть призвести до непритомності, летального результату, відчуваються протягом багатьох місяців. Втім, попри це, лапортея беззахисна проти великої рогатої худоби, а урера ягідна (Urera baccata) навіть розвиває безліч колючок.
Представники: кропива (Urtica), лапортея (Laportea), жирардинія (Girardinia), урера (Urera).

### Триба Procrideae
Найбільша триба в родині, включає понад 700 видів трав'янистих, рідко — сукулентних рослин, що ростуть зазвичай під пологом вологих тропічних лісів Південно-Східної Азії, у вологих місцях проживання, поблизу струмків, в ущелинах скель і ущелинах.
Представники: пілея (Pilaea), еластосома (Elastosoma), пеліона (Pelionia).

### Триба Boehmerieae
Пантропічна триба, що об'єднує 16 рідів і приблизно 250 видів трав'янистих рослин з великими зубчастими, розташованими навхрест супротивно, листками. Суцвіття розвиваються в пазухах листка. У трибі трапляється багато прядильних рослин з дуже довгими волокнами.
Представники: рамі (Boehmeria), піптурус (Pipturus), маутен (Maoutia), пузользія (Pouzolzia), лейкосике (Leucosyke).

### Триба Forsskaoleae
Найархаїчніша і найцікавіша з еволюційної точки зору група кропивових; дуже спеціалізована. Аналіз ареалів говорить про те, що всі три роди існують вже як мінімум 75 млн років, і входили в крейдяну субтропічну флору берегів і островів стародавнього моря Тетіс.
Представники: австраліна (Australina), дрогеція (Drougetia), форскалея (Forsskaolea).

### Триба Parietarieae
Невелика (5 родів і приблизно 30 видів) група, найпросунутіша в родині, включає трав'янисті й чагарникові рослини з цілокраїм, переважно черговим листям. Серед постениць багато піонерних рослин і бур'янів. Розповсюдження — Південна Європа, Середземномор'ї, Закавказзі.
Представники: постениця (Parietaria), жеснуїнія (Gesnouinia), гемістиліс (Hemistylis), руссель (Rousselia), солейролія (Soleirolia).

### Триба ElatostemateaeGaudich. 1830
- Aboriella Bennet (1 sp.)
- Achudemia Blume 1856
- Elatostema J.R. Forst. & G. Forst. 1775 (300 spp.)
- Gyrotaenia Griseb. 1861 (4 spp.)
- Lecanthus Wedd. 1854 (1 sp.)
- Meniscogyne Gagnep. 1928 (2 spp.)
- Myriocarpa Benth. 1844 [1846] (18 spp.)
- Pellionia Gaudich. 1826 (60 spp.)
- Petelotiella Gagnep. in Lecomte 1929 (1 spp.)
- Pilea Lindl. 1821 (250 spp.)
- Procris Comm. ex Juss. 1789 (20 spp.)
- Sarcopilea Urb. 1912 (1 sp.)

## Використання
Рослини з цієї родини мають численні види використання. Стеблове волокно деяких родів і видів використовується для виготовлення тканини, рибальських сіток, канатів та деяких промислових матеріалів. Відварені молоді пагони Girardinia, Laportea й Urtica їдять як овочі. Деякі види використовуються в медицині. Pellionia repens, Pilea cadierei, P. microphylla, P. peperomioides, серед інших видів, широко культивуються як прикраси в Китаї та інших місцях.